# Lepidium philippianum
Lepidium philippianum là một loài thực vật có hoa trong họ Cải. Loài này được (Kuntze) Thell. mô tả khoa học đầu tiên năm 1906.